# Shiraz (filme)
Shiraz (Shiraz: A Romance of India) (Das Grabmal einer großen Liebe em alemão) é um filme mudo de 1928, dirigido por Franz Osten e estrelado por Himansu Rai e Enakshi Rama Rau. Foi adaptado de uma peça de teatro de mesmo nome de Niranjan Pal, e baseado na história do comissionamento do Taj Mahal – o grande monumento de um príncipe Mughul para sua rainha morta.

## Enredo
Ambientado no Império Mughal. Selima (Enakshi) é uma princesa-enjeitada criada por um oleiro e amada por seu irmão, Shiraz (Rai). Ela é sequestrada e vendida como escrava para o príncipe Khurram, mais tarde imperador Shah Jehan (Roy), que se apaixona por ela, para o desgosto da astuta Dalia (Seeta Devi). Quando Selima é pega com Shiraz, o jovem é condenado a ser pisoteado até a morte por um elefante. Um pingente revela o status real de Selima e ela salva seu irmão, se casa com o príncipe e se torna a imperatriz Mumtaz Mahal, enquanto Dalia é banida por suas tramóias contra Selima. Quando Selima morre (1629), o imperador constrói para ela um monumento ao projeto do agora velho e cego Shiraz, o Taj Mahal. O filme contém uma série de cenas de beijos apaixonados.

## Elenco
- Himansu Rai como Shiraz
- Enakshi Rama Rau como Selima/Imperatriz Mumtaz Mahal
- Charu Roy como Príncipe Khurram/Imperador Shah Jahan
- Seeta Devi como Dalia

## Produção
O filme foi rodado em Jaipur. Foi uma co-produção indiana/britânica/alemã, e o segundo de três filmes mudos feitos em locações na Índia pela estrela e produtora Himansu Rai. Os outros são Prem Sanyas (The Light of Asia, 1926) e A Throw of Dice ( Prapanch Pash, 1929).

## Restauração
Shiraz foi restaurado a partir de elementos originais do filme pelo BFI National Archive em 2017, e teve sua estreia como exibição de gala no London Film Festival de 2017, acompanhada por uma nova trilha composta e interpretada por Anoushka Shankar. O crítico de cinema do The Guardian , Peter Bradshaw, elogiou o filme como "um romance épico surpreendentemente ambicioso". A versão restaurada posteriormente foi exibida em vários locais na Índia no final de 2017. O filme foi exibido como parte da programação do BFI London Film Festival no We Are One: A Global Film Festival em 2020.